# Bromazepam
Bromazepam è un farmaco della famiglia delle benzodiazepine. Possiede proprietà ansiolitiche, anticonvulsivanti, ipnotiche e miorilassanti. In Italia è venduto col nome di Lexotan, ma all'estero è presente anche coi nomi di Calmepam, Compendium, Creosedin, Durazanil, Lectopam, Lexaurin, Lexomil, Lexotanil, Normoc e Somalium.

## Farmacologia
La sua struttura molecolare è composta da un anello diazepinico condensato a un anello benzenico, bromosostituito, unito a un gruppo piridinico.
Il Bromazepam viene legato al recettore del GABA causando un aumento dell'effetto inibitorio del GABA. Il suo effetto è selettivo e pertanto gli altri neurotrasmettitori non vengono influenzati. Il Bromazepam non possiede nessun potere antidepressivo.
Bromazepam condivide con le altre benzodiazepine gli effetti collaterali quali il rischio di abuso, tolleranza e dipendenza fisica o psicologica. Come confermato da diversi psichiatri e diversamente da altri farmaci della stessa categoria, la possibilità di abusare di questa sostanza è elevata perché è rapido sia l'insorgenza dell'effetto che il termine.
Data l'emivita relativamente breve e la durata di azione tra le 8 e le 12 ore, i sintomi che si possono riscontrare al termine del periodo di efficacia del farmaco sono spesso molto più severi e frequenti rispetto alle benzodiazepine di durata più lunga.
Viste queste caratteristiche il Bromazepam viene spesso prescritto come ipnotico per indurre più facilmente il sonno.
La metabolizzazione del bromazepam produce un'altra benzodiazepina con effetto terapeutico utile, cioè l'idrossibromazepam.

## Indicazioni

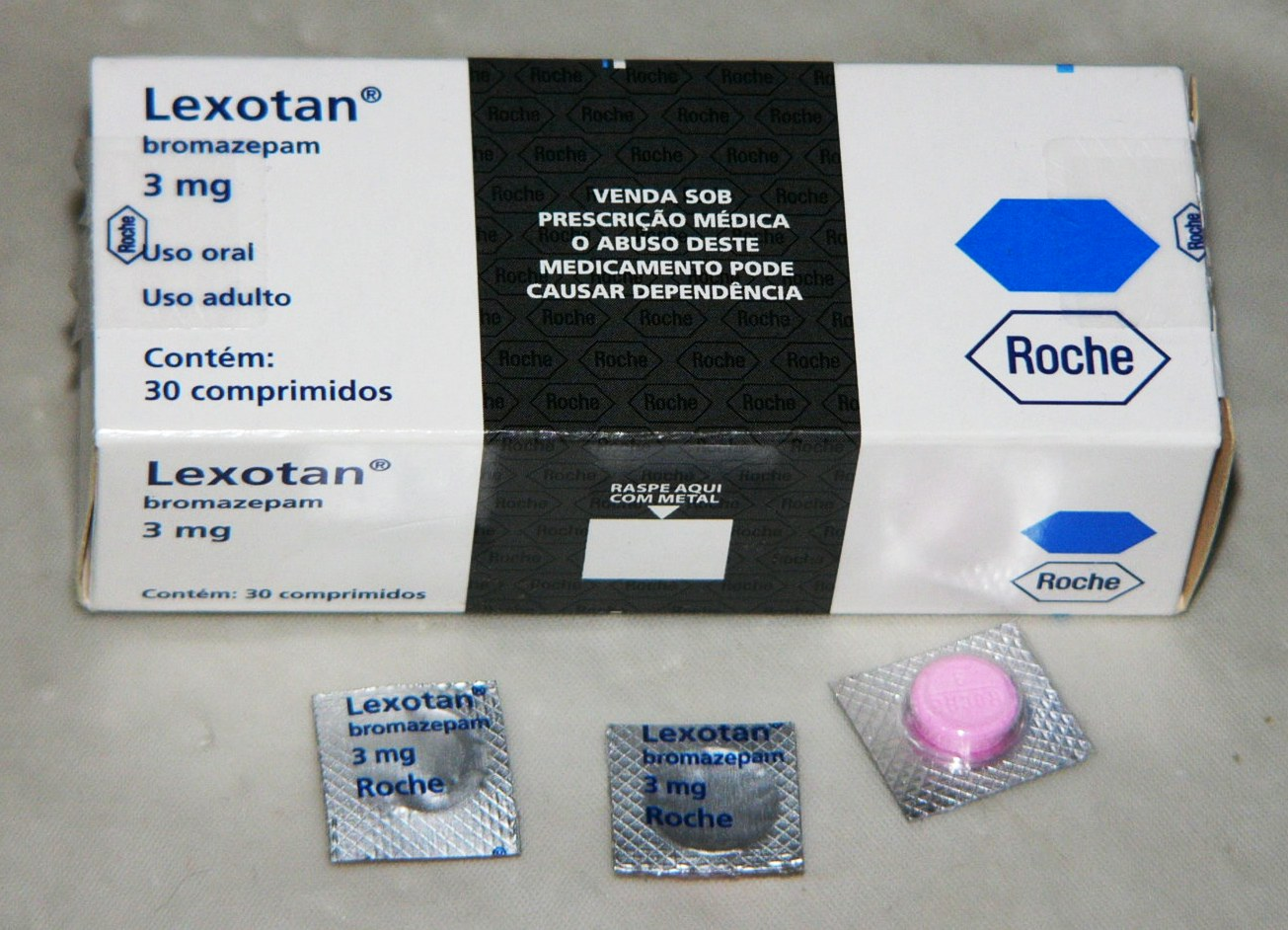
Confezione di Lexotan, nome commerciale di riferimento per il Bromazepam

- Trattamento a breve termine dell'insonnia.
- Trattamento a breve termine dell'ansia o attacchi di panico, quand'è richiesto un farmaco della famiglia delle benzodiazepine.
- Sollievo dai sintomi di dipendenza da alcool ed eroina, sotto supervisione e in un contesto clinico organizzato.

## Avvertenze
L'interruzione delle benzodiazepine è spesso correlata allo sviluppo di una forte sindrome da astinenza che può durare da qualche mese a qualche anno.